# Olímpia Mancini
Olímpia Mancini (em francês:  Olympe Mancini; Roma, 11 de julho de 1637 — Bruxelas, 9 de outubro de 1708) foi um cortesã ítalo-francesa. Sobrinha do  Cardeal Mazarin, teve uma vida tumultuada na Corte de França à época do reinado do Rei Luís XIV, entre amores e complôs, até cair em desgraça, em 1680.

## Recém-chegada à Corte
Olímpia Mancini era filha do Barão Michele Mancini e de Geronima Mazzarini, irmã do Cardeal Mazarino. Era irmã de Laura, Paulo, Filipe, Afonso, Maria Ana, Hortênsia e Maria Mancini.
O Cardeal Mazarino faz vir suas sobrinhas para a França, assim como seu irmão Filipe, em setembro de 1647, com a finalidade de casá-las. Olímpia não era particularmente bela mas seu encanto repousava sobre seus "olhos cheios de fogo".
Depois de um breve exílio devido à Fronda, ela retorna à Corte, onde agrada particularmente à Rainha Mãe Ana de Áustria, que toma as Mazarinettes sob sua proteção. O próprio Rei Luís XIV, ainda bastante jovem, corteja as jovens, antes do tio Mazarino casar todas as irmãs de Olímpia, com exceção de Maria Mancini.

## O favor do Rei
O jovem monarca começa a cortejar Olímpia, "a pérola das preciosas", a partir de 1654. Por ela, organiza muitas festas onde "a fazia sempre dançar", e os cortesãos afirmavam que "tais prazeres eram feitos apenas para ela".
Alguns chegaram a prever apressadamente um casamento com o jovem Luís XIV, mas não contavam com Ana de Áustria, sua mãe, que proibiu o casamento. 
Foi então decidido pelo Cardeal Mazarino que Olímpia se casaria com Eugénio Maurício, Conde de Soissons, em fevereiro de 1657. Aparentemente a ligação de Olímpia com o Rei Luís XIV não se partiu com o casamento. O filho mais velho de Olímpia, Luís Tomás, seria supostamente filho natural do rei, já que nasceu em Agosto de 1657, apenas seis meses após o casamento de Olímpia com Eugénio Maurício.
Olímpia ficou extremamente enciumada com a nova paixão do Rei por sua irmã Maria. Ela não compartilhou de sua desgraça após o casamento do rei com a Infanta Maria Teresa de Espanha e permaneceu na Corte com seu marido e filhos, conservando a estima do monarca.

## Intrigas e complôs

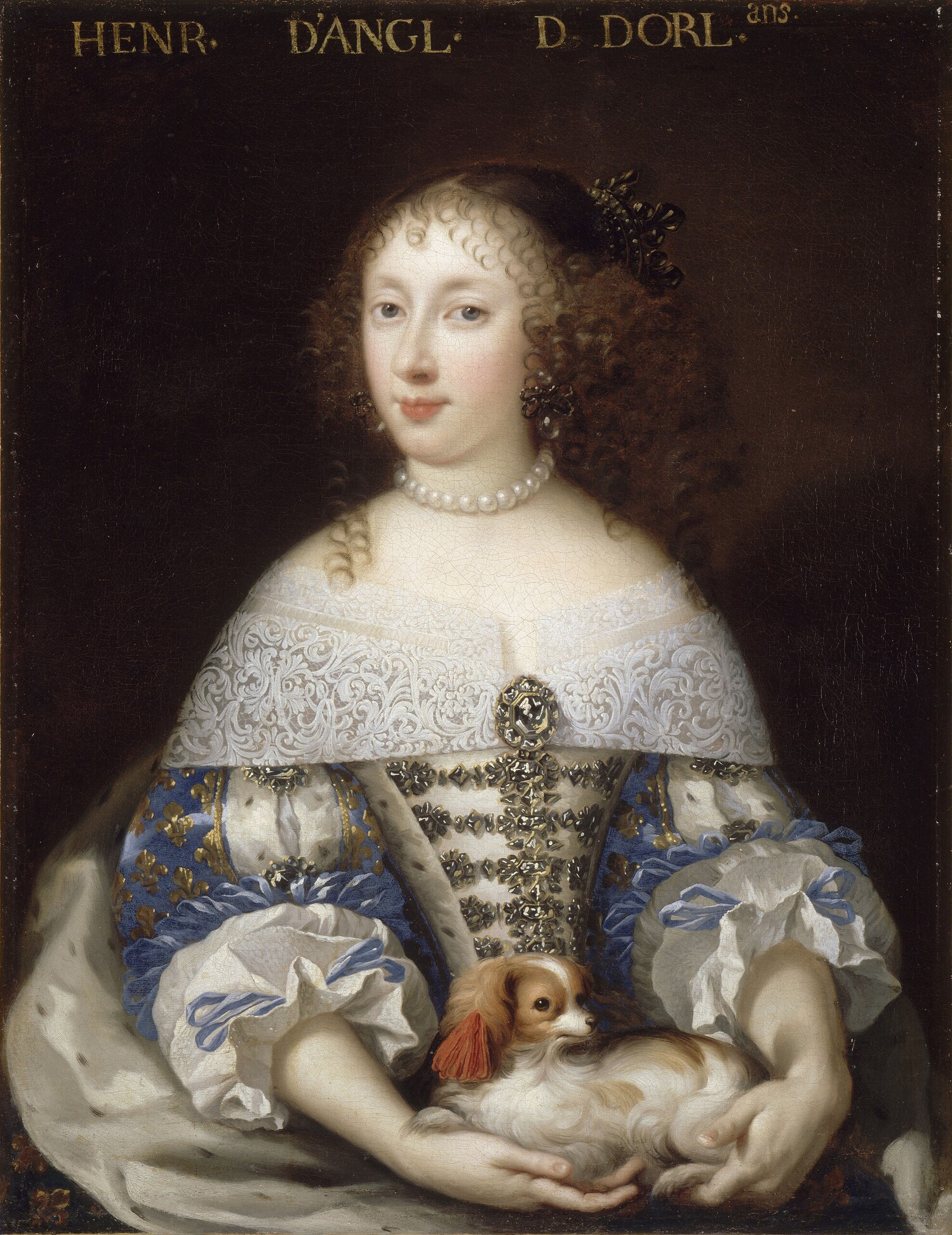
Henriqueta Ana Stuart, duquesa de Orleans.

A condessa tornou-se então amiga da cunhada do rei Henriqueta Ana de Inglaterra, conhecida como "Madame". Luís XIV e Henriqueta, supostos amantes, faziam longos passeios pelos bosques, à noite, em companhia de Olímpia, o que fazia murmurar a Corte e principalmente a Rainha Maria Teresa de Espanha. Alguns afirmavam que Olímpia, ávida por intrigas, está na origem do favor do rei por Luísa de La Vallière, por fazê-la de "biombo" ("paravent") aos amores ilícitos do Rei e de "Madame". A ideia era que a Corte pensasse que Luís XIV cortejava Louise enquanto, na verdade, cortejava a cunhada. O estratagema teria se voltado contra elas e Luís teria caído de amores por Louise e se desviado de Henriqueta. Esta resolveu empregar seu tempo, com a cumplicidade de Olímpia, em destronar Louise de La Vallière. A Condessa de Soissons teria revelado à rainha o adultério do Rei Luís XIV e de Louise, mas Maria Teresa não teria tido força suficiente para opor-se aos desejos do Rei.

## Um caso comprometedor
Olímpia permaneceu então esquecida, até o célebre "Caso dos Venenos", de 1679. Foi então acusada de frequentar a mulher conhecida como "La Voisin" e outras adivinhas e foi considerada "profunda em crimes e doutora em venenos". A condessa teria decidido envenenar Luísa de La Vallière, apesar desta ter-se recolhido a Ordem do Carmo há anos, temendo que o Rei a fizesse voltar para a Corte. Ela teria chegado a ameçar o Rei Luís XIV que "se ele não voltasse para ela, arrepender-se-ia". Olímpia foi também suspeita de envenenar o próprio marido, bem como Maria Luísa de Orleães, filha de Henriqueta Ana de Inglaterra e sobrinha de Luís XIV.

## Desgraça
Em 23 de Janeiro de 1680, Olímpia foi convidada a abandonar a Corte imediatamente. Apesar de clamar inocência, Olímpia estava definitivamente comprometida, assim como várias outras damas da Corte, neste caso e foi obrigada a exilar-se. Ela instala-se a princípio em Bruxelas e percorre toda a Europa, juntando-se a suas duas irmãs, Maria e Hortênsia, na Espanha. Visita a Inglaterra todos os anos, voltando sempre a sua residência em Bruxelas. Lá morreu em 9 de Outubro de 1708.

## Casamento e descendência
Olímpia casou em 24 de fevereiro de 1657 com o príncipe Eugénio Maurício de Saboia, Conde de Soisson (1633–1673). Como Príncipe de sangue, era tratado na corte como Monsieur le Comte e, como sua mulher, Olímpia era Madame la comtesse.
Deste casamento nasceram oito filho, entre os quais se destacou o célebre militar, o Príncipe Eugénio de Saboia.
1. Luís Tomás (Louis Thomas) (1657–1702), que sucedeu a seu pai como Conde de Soisson; casado com Urania de La Cropte, com geração.
2. Filipe (Philippe), Abade de Soissons (1659–1693); sem aliança.
3. Luís Júlio (Louis Jules) (1660–1683), morto na batalha de Petronell, conhecido como Cavaliere di Savoia.
4. Emanuel Felisberto (Emanuel Philibert) (1662–1676), Conde de Dreux, sem aliança.
5. Eugénio (Eugène) (1663–1736) famoso general.
6. Maria Joana (Marie Jeanne) (1665–1705), Mademoiselle de Soissons.
7. Luísa Felisberta (Louise Philiberte) (1667–1726), Mademoiselle de Dreux.
8. Francisca (Françoise) (1668–1671), Mademoiselle de Dreux.